# The Heretic Anthem
The Heretic Anthem è un singolo promozionale del gruppo musicale statunitense Slipknot, estratto dal secondo album in studio Iowa e pubblicato nel 2001.
Nel 2002, in occasione dell'allora imminente uscita del DVD Disasterpieces, gli Slipknot pubblicarono promozionalmente una versione dal vivo di The Heretic Anthem.

## Tracce
Heretic Song (Rough Mix)
1. Heretic Song (Rough Mix) – 4:19

The Heretic Anthem (Live)
1. The Heretic Anthem (Live – Audio)
2. The Heretic Anthem (Live – Enhanced Video)
3. DVD Trailer (Enhanced Video)

## Formazione
- (#0) Sid Wilson – giradischi
- (#1) Joey Jordison – batteria, missaggio
- (#2) Paul Gray – basso
- (#3) Chris Fehn – percussioni, cori
- (#4) Jim Root – chitarra
- (#5) Craig Jones – campionatore
- (#6) Shawn Crahan – percussioni, cori
- (#7) Mick Thomson – chitarra
- (#8) Corey Taylor – voce